# Katarzyna Rolle
Katarzyna Rolle – polska biolog, pracownik naukowy Instytutu Chemii Bioorganicznej PAN, gdzie kieruje Zakładem Neuroonkologii Molekularnej. Specjalizuje się w biologii molekularnej i biochemii.

## Życiorys
W 2006 r. obroniła rozprawę doktorską pt. Badanie struktury niekodujących RNA na przykładzie DsrA RNA Escherichia coli, wykonaną w ICHB PAN pod kierunkiem prof. Mirosławy Naskręt-Barciszewskiej. Stopień doktora habilitowanego nauk biologicznych uzyskała w 2015 r. na Wydziale Biologii UAM na podstawie pracy pt. Nowe narzędzia diagnostyczne i terapeutyczne oparte o RNA w terapii guzów mózgu.
Odznaczona Krzyżem Kawalerskim Orderu Odrodzenia Polski (2020).

## Projekty badawcze
Kierowane projekty badacze finansowane przez Narodowe Centrum Nauki:
- Funkcjonalna interakcja pomiędzy kolistymi RNA (circRNA) a macierzą zewnątrzkomórkową (ECM)- znaczenie dla komórek macierzystych nowotworu (GSC) oraz przejścia nabłonkowo-mezenchymalnego (EMT) w guzach mózgu (OPUS 13, 2018–2023)
- Identyfikacja i charakterystyka nowych klas regulatorowych RNA w glejaku wielopostaciowym (GBM). Udział sno-miRNA oraz kolistych RNA (circRNA) w rozwoju i progresji GBM oraz ich znaczenie dla komórek macierzystych nowotworu (SONATA BIS 7, od 2018)